# Abrahamia pauciflora
Abrahamia pauciflora är en sumakväxtart som först beskrevs av Adolf Engler och Joseph Marie Henry Alfred Perrier de la Bâthie, och fick sitt nu gällande namn av Randrian. & Lowry. Abrahamia pauciflora ingår i släktet Abrahamia och familjen sumakväxter. Inga underarter finns listade i Catalogue of Life.